# Анализа трошкова
Трошкови су новчано изражена трошења средстава за рад који су саставни делови цене коштања учинка. Сматра се да је ова дефиниција под утицајем праксе. Пошто се као елементи производње сматрају материјал, средства за рад, радна снага онда су и њихова трошења у процесу репродукције у ствари трошкови.

## Појам, настанак и историјски развој трошкова
Процес производње се одвија тако што човек својим радом делује на предмете рада помоћу средстава за рад. Резултат процеса рада је производ (или услуга). Услов за добијање производа одређених употребних квалитета је улагање у производњу материјала (предмете рада), средства за рад и радне снаге, ови елементи улагања имају своју вредност утрошеног рада као и свих средстава и добра која су потрошена у циљу производње нових производа. То практично значи да су трошкови вредности утрошене у репродукцији. Трошкови су новчане вредности утрошеног живог опредмећеног рада потребног за израду одређеног производа.
Вредност утрошеног живог и опредмећеног рада постају трошак ако се:
- трошење елемената производње збило у процесу репродукције;
- да су трошења вредности у репродукцији проузрокована утрошцима елемената производње;
- да су утрошени елементи репродукције имали израз друштвеног признања економске вредности.

## Значај трошкова
Трошкови су у савременим условима развоја производних снага и теорије предмет перманентног израчунавања, интересовања и праћења. То је сасвим разумљиво јер трошкови представљају кључно питање сваке привреде и сваког предузећа понаособ. Ниво остварења економије предузећа је условљен величином трошкова.
Значај трошкова се може процењивати са више аспеката, могу се свести на:
- аспект макроекономије;
- аспект економије предузећа;
- аспект микроекономије.

## Врсте трошкова према различитим критеријумима
Зависно од циљева посматрања, трошкови елемената производње као облик улагања вредности у процес репродукције, класификују се по основу неколико критеријума:
- Природне врсте трошкова: трошкови материјала, средстава за рад и трошкови рада;
- Економски трошкови: трошкови који су нужни (трошкови средстава за производњу и рада) и трошкови који нису нужни (камате);
- Директни трошкови који се могу непосредно обухватити ценом коштања појединих производа као што су рад израде, материјал за израду и индиректни трошкови који се распоређују на носиоце, као што су режијски трошкови;
- Трошкови по местима и носиоцима;
- Укалкулисани, резервисани и наплаћени трошкови;
- Стварни, плански и стандардни трошкови;
- Са аспекта могућности прилагођавања величине предузећа смањењу трошкова: краткорочни и дугорочни трошкови;
- Са становишта могућности утицаја појединих делова предузећа на трошкове: контролисани и неконтролисани трошкови;
- Трошкови производње и трошкови промета;
- Зависно од обима производње: фиксни, полуфиксни и варијабилни трошкови.

## Трошкови према елементима производње
Сваки од три елемената производње на себи специфичан начин учествује у стварању новог употребног квалитета производа.
Трошкови према елементима производње деле се на:
- Трошкови рада,
- Трошкови средстава за рад,
- Трошкови предмета рада.

### Трошкови рада
Утрошена радна снага радника репродукује се исплатом зарада за извршени рад, која представља новчани израз вредности овог елемената производње. У зависно од појединих послова разликују се следећа трошења:
- трошкови радне снаге на пословима израде;
- трошкови радне снаге на помоћним трошковима у производњи;
- трошкови радне снаге на режијским пословима.

### Трошкови средства за рад
Постављају се између радне снаге и материјала, повећавајући производну снагу рада, њихова улога у производњи је у вишекратној употреби. У процесу производње учествује више врста и јединица средстава за рад која се међусобно разликује употребним карактеристикама и по набавним ценама. Како се средства за рад троше постепено, преносећи део по део своје вредности на нови производ, поставља се проблем утврђивања износа њиховог трошења за сваку врсту и јединицу производа.
Репродуковање утрошених средстава за рад остварује се реализацијом производа добијених помоћу њих, јер је у структури произведене вредности и део преносиве вредности овог елемената производње изражен у облику амортизације.

### Трошкови предмета рада
Материјал представља предмет рада на коме се одвијају одређене физичке и хемијске промене у правцу добијања новог употребног квалитета којим се могу задовољити поједине потребе друштва. Вредност материјала се преноси на нови производ у оном обиму који је у њему садржан као количина друштвено потребног рада уложено у његово произвођење.
На висину трошкова материјала делују како објективни - природни, технички и друштвени - тако и субјективни, односно организациони фактори.

## Трошкови према местима настанка
Груписање трошкова према местима настанка трошкова има за циљ:
- преко књиговодствене евиденције да се постигне тачније утврђивање цене коштања појединих врста производа, услуга и других учинка.
- да се утврде трошкови појединих организационих јединица и да се омогући утврђивање цене коштања њихових учинка.
- да омогући стимулисање постигнутих уштеда и доприноса за правилније утврђивање зарада појединих група радника.

Одређивање места трошкова је важно да би се могло правилно извршити груписање трошкова према тим местима.
Места трошкова су подручја у оквиру једног предузећа где настају трошкови.
Они се одређују:
- према простору где трошкови настају,
- према функцијама пословања предузећа и
- према подручјима одговорности појединих лица у предузећу.

## Трошкови према вредностима за носиоце
Разликују се:
- појединачни трошкови и
- заједнички трошкови.

По појединачним трошковима подразумевају се она трошења која су настала непосредна последица израде одређене јединице производа. У групу појединачних трошкова убрајају се трошкови: основног материјала, помоћног материјала који својом супстанцом улази у структуру производа, радне снаге на технолошким операцијама које нису механизоване.
Основне карактеристике заједничких трошкова су у томе што се не могу прецизно везивати за поједине производе. У ову групу се убрајају трошкови: режијског материјала, радне снаге на режијским пословима, свих средстава за рад, сем специјалних алата у појединачној производњи.

## Трошкови према начину обрачуна
Трошење елемената производње у процесу репродукције настаје с циљем добијања одређених производа или услуга. Производи и услуге се јављају као носиоци трошкова те их је нужно утврђивати за сваку врсту и јединицу како би се њихово репродуковање продајном ценом на адекватан начин обезбедило. С обзиром на могућност преношења трошкова елемената производње на носиоце, разликују се два облика улагања, то су:
- директни трошкови и
- индиректни трошкови.

### Директни трошкови
Основна карактеристика ових трошкова састоји се у могућности њиховог непосредног по појединим носиоцима (производима и услугама). У ову групу убрајају се углавном трошкови: основног материјала, помоћног материјала, радне снаге на пословима израде, радна снаге на помоћним пословима у производњи. Ове врсте трошкова се могу посебно обрачунати за сваку групу производа који се израђују у оквиру конкретног предузећа.

### Индиректни трошкови
у ову групу трошкова убрајају се сва она трошења елемената производње који се не могу утврђивати за поједине врсте производа посебно, јер настају као последица припреме и израде заједно више јединица и група производних учинка. Као индиректни трошкови јављају се следеће врсте трошкова елемената производње: трошкови материјала на припремно-завршеним пословима, трошкови радне снаге на режијским пословима, трошкови средстава за рад - амортизација - у условима временског обрачунавања.

## Трошкови условљени производњом и њеном применом
Ова подела је значајна за регулисање висине цена коштања производа распоређивањем почетних улагања у припрему производње на већи или мањи број произведених јединица. Подела трошкова на бази критеријума њихове зависности од величине капацитета разликује два основна облика улагања у процес репродукције:
- Фиксни трошкови и
- Варијабилни трошкови.

### Фиксни трошкови
Самим успостављењем производних капацитета концентрише се одређени обим економских вредности у средствима за рад. Тако припремљена средства за рад се троше независно од њихове употребе под дејством физичког или економског рабаћења. Отуда износ тих трошкова представља фиксну величину у односу на динамику обима производње која се тим средствима остварује. Тако ови трошкови и носе назив фиксни, односно стални, непроменљиви или неотклоњиви. У ову групу трошкова убрајају се: временски систем амортизације средстава за рад, трошкови материјала на припремно завршним пословима, трошкови радне снаге.
Они се у укупном износу не мењају када се мења обим производње, односно они су исти без обзира да ли предузеће ради са минималним или пуним капацитетом. Највећим делом фиксни трошкови се односе на трошкове средстава за рад.
Враћање уложених вредности остварује се продајом производа на тржишту у виду продајних цена које представљају новчани израз вредности јединице производа у којој је садржан и одговарајући део фиксних трошкова. Фиксни трошкови су они чија укупна сума не зависи ни од једног фактора који карактеришу активности предузећа као што су: радно време; обим производње; обим реализације; обим сировина које могу бити прерађене; број запослених радника, или неки други фактор. Фиксни трошкови су везани за суму структуре предузећа и изазвани су постојањем предузећа и његових средстава за производњу. Због чега се ови трошкови зову и трошкови капацитета или базични трошкови.

### Варијабилни трошкови
Варијабилни трошкови су они који опадају или расту према смањењу или повећању једног од фактора који карактеришу активност предузећа. Карактеристика неких трошкова да су фиксни а други варијабилни није апсолутна него релативна. Као варијабилни трошкови рачунају се: утрошци сировина и помоћног материјала, нормална надокнада уложеног рада за израду, превозни и други трошкови продатих производа Аи сл. Варијабилни трошкови су пропорционални само до извесног степена делатности а затим губе свој пропорционални карактер и повећавају се или смањују брже него активности предузећа. Ако се узму промене у обиму производње као фактор, може се саставити следећи пример:
| Месечни број произведених јединица | Фиксни трошкови у динарима | Варијабилни трошкови у динарима | Укупно динара |
| 60                                 | 30000                      | 10000                           | 40000         |
| 100                                | 30000                      | 20000                           | 50000         |
| 150                                | 30000                      | 30000                           | 60000         |
| 200                                | 30000                      | 40000                           | 70000         |

Овај график показује да се укупни трошкови састоје од фиксних и варијабилних трошкова. Фиксни трошкови на графикону приказани су хоризонталном линијом која почиње на одређеној тачки координате што значи одређена сума трошкова и креће се паралелно са апсцисом на којој су означене количине производа. То значи да је износ фиксних трошкова увек једнак за било који обим производње.
Варијабилни трошкови расту са порастом обима производње и обрнуто, ако обим производње расте, расту и варијабилни трошкови, ако обим производње опада, опадају и варијабилни трошкови.